# Mazuca (berbere)
Mazuca foi um líder mauro (berbere) dos isaflenses ativo em meados do século IV, filho do rei Nubel, meio-irmão de Samaco e irmão de Gildão, Mascezel, Círia, Dio e o usurpador Firmo (r. 372–375), que tentou reclamar o trono de Valentiniano I (r. 364–375). Com a eclosão da revolta de Firmo em 372, Mazuca apoiou-o, mas foi mortalmente ferido durante um embate com os romanos e acabou capturado. Foi enviado para o acampamento do mestre dos soldados Teodósio, o Velho e então decapitado, com sua cabeça sendo exibida para os habitantes de Cesareia.